# راسل راوز
راسل راوز (انگلیسی: Russell Rouse؛ زاده ۲۰ نوامبر ۱۹۱۳ درگذشته ۲ اکتبر ۱۹۸۷) یک فیلم‌نامه‌نویس و تهیه‌کننده فیلم اهل ایالات متحده آمریکا بود.
از فیلم‌ها یا برنامه‌های تلویزیونی که وی در آن نقش داشته‌است می‌توان به حرف‌های خودمانی اشاره کرد.